# Јунајтед центар
Јунајтед центар је највећа вишенаменска спортска дворана у Чикагу, у америчкој савезној држави Илиноис. Дворана носи име по главном спонзору Јунајтед ерлајнсу. Јунајтед Центар је домаћин НХЛ тима Чикаго блекхокса и НБА тима Чикаго Булса. Данашњи Јунајтед Центар саграђен је на неколико десетина метара удаљености од старог Чикаговог стадиона, који је након рушења послужио као велико паркиралиште испред дворане. Јунајтед Центар отворен је 18. августа 1994. године, а кип Мајкла Џордана налази се на источној страни дворане.